# Ilyushin Il-1
L'Ilyushin Il-1 (in caratteri cirillici Ильюшин Ил-1) fu aereo da caccia progettato dall'OKB 39 diretto da Sergej Vladimirovič Il'jušin e sviluppato in Unione Sovietica durante la seconda guerra mondiale.
Dotato di una pesante corazzatura e progettato per l'uso a quote medie e basse, fu un caccia pensato per contrastare i più recenti pariruolo tedeschi. Effettuò però il primo volo nel 1944, quando i sovietici avevano già raggiunto la superiorità aerea e risultò quindi inutile. Ne fu costruito solo un prototipo, ma dalla versione biposto da attacco al suolo, sviluppata parallelamente, nacque il successore dell'Il-2, l'Ilyushin Il-10.

## Storia del progetto
Nel 1943 Sergej Ilyushin iniziò a lavorare ad un nuovo aereo, il caccia corazzato Il-1, sviluppandolo contemporaneamente nelle versioni ad uno e due posti. Il nuovo velivolo, per quanto simile all'Ilyushin Il-2, differiva da questo sotto diversi aspetti: era più moderno, compatto e spinto dal nuovo e più potente motore Mikulin AM-42. L'Il-1 effettuò il primo volo il 19 maggio 1944 e raggiunse durante le prove del produttore la velocità massima di 580 km/h; questa però risultò essere significativamente più bassa rispetto a quella dei caccia sovietici già in servizio e Ilyushin decise di non presentare il velivolo alle prove di accettazione di stato.
Il progetto Il-1 però non si concluse con il fallimento della versione monoposto, poiché fin dall'inizio Ilyushin decise di convertire la variante biposto in un aereo da attacco al suolo. A questo nuovo velivolo venne data ad aprile 1944 la nuova designazione di Ilyushin Il-10, poiché la numerazione dispari era riservata ai caccia. L'Il-10 effettuò il primo volo il 19 aprile 1944 ed il mese successivo superò con successo le prove di stato.

## Tecnica
L'Il-1 era un velivolo monoplano, monomotore ad ala bassa, con carrello retrattile (anche il carrellino di coda rientrava), interamente costruito in metallo. Al pari dell'Il-2 era dotato di un guscio corazzato per proteggere il motore e il pilota, il quale però garantiva una difesa più completa delle parti meccaniche, poiché il radiatore dell'olio e quello del liquido refrigerante furono spostati all'interno di esso. Questi venivano raffreddati dalla rotazione delle pale dell'elica e scaricavano il calore attraverso un condotto che portava ad una presa blindata sul lato inferiore della fusoliera.
L'armamento consisteva in due cannoni Volkov-Yartsev VYa-23 calibro 23 mm. Il velivolo poteva inoltre trasportare in condizioni di sovraccarico, 200 kg di bombe in attacchi esterni sotto le ali, a cui si aggiungeva una cassetta con dieci granate antiaeree AG-2.

## Utilizzatori
Unione Sovietica
- Sovetskie Voenno-vozdušnye sily